# Руннель, Хандо
Ха́ндо Ру́ннель (эст. Hando Runnel, 24 ноября 1938, дер. Лиутсалу, Ярвамаа) — эстонский поэт и издатель. Заслуженный писатель Эстонской ССР (1988). Академик АН Эстонии. Почётный гражданин Тарту.
Лауреат Литературной премии Эстонской ССР имени Юхана Смуула (1983, 1989) и Национальной премии Эстонии в области культуры (2003).
В 2020 году награждён Крестом «За заслуги» Министерства иностранных дел Эстонии.
Вошёл в составленный в 1999 году по результатам письменного и онлайн-голосования список 100 великих деятелей Эстонии XX века.

## Произведения
- «Maa lapsed» (1965)
- «Laulud tüdrukuga» (1967)
- «Avalikud laulud» (1970)
- «Lauluraamat ehk Mõõganeelaja ehk Kurbade kaitseks» (1972)
- «Miks ja miks» (сборник стихотворений для детей, 1973)
- «Mõru ning mööduja» (1976)
- «Mere ääres, metsa taga» (сборник стихотворений для детей, 1977)
- «Kodu-käija» (избранное, 1978)
- «Punaste õhtute purpur» (1982)
- «Mõtelda on mõnus» (сборник стихотворений для детей, 1982)
- «Ei hõbedat, kulda» (сборник эссе и критики, 1984)
- «Juturaamat» (проза для детей, 1986)
- «Laulud eestiaegsetele meestele» (1988)
- «Mõõk ja peegel» (сборник эссе, 1988)
- «Aja lugu» (песенная программа, 1988)
- «Taadi tütar» (сборник стихотворений и песен для детей, 1989)
- «Isamaavajadus» (сборник политической публицистики, 1991)
- «Oli kevad, oli suvi» (1992)
- «Juhan Luiga ja vene küsimus» (текст лекции, прочитанной в Тартуском университете 8 октября 1993 года, 1993)
- «Üle Alpide» (1997)
- «Haruldused» (1998)
- «Jooksu pealt suudeldud» (сборник статей и эссе, 1998)
- «Küüni täitmine» (пьеса, написанная в соавторстве с Мадисом Кыйвом, 1998)
- «Mõistatused» (2000)
- «Omad» (2002)
- «Õpetussõnad» (2003)
- «Suureks saamine: laste laulud ammu ja homme» (избранные стихотворения и песни для детей, 2004)
- «Sinamu» (2005)
- «Viru veri ei värise. Armastuse laulud» (2006)
- «Armukahi» (2008)
- "Väravahingede kriiksumist kuulnud" (2008)
- "Videvik" (2009)
- "Vee peal käimine keelatud". Loomingu Raamatukogu 2011, nr 1-2. ISBN 9789949428786
- "Maakoore pehmenemine" (2013)
- "Hingedeaeg: mõtted ja märkmed" (2016)